# Willi Wagenknecht
Willi Wagenknecht (* 22. Januar 1912 in Barmen (heute zu Wuppertal); † 2. September 1998 in Bad Emstal) war ein deutscher Offizier, zuletzt Generalmajor der Bundeswehr, und Pilot. Er war Kommandeur der Offizierschule der Luftwaffe sowie Befehlshaber der Wehrbereichskommandos III und VI.

## Werdegang

### Reichswehr
Wagenknecht, Sohn eines Oberstabszahlmeisters, trat nach dem Abitur im September 1931 in ein Artillerieregiment der Reichswehr ein und wurde zum Offizier des Heeres ausgebildet.

### Wehrmacht
Er wurde in die Luftwaffe der Wehrmacht übernommen und im April 1935 zum Leutnant befördert. Es folgte die Ausbildung zum Kampfbeobachter und Flugzeugführer. Danach war er Staffeloffizier in einem Kampfgeschwader. Danach diente er als Aufsichtsoffizier und Adjutant an einer Luftkriegsschule. Es folgte die Verwendung als Adjutant des Inspekteurs des Erziehungs- und Bildungswesens der Luftwaffe. Im Anschluss war er Staffeloffizier und -führer in einem Kampfgeschwader. Er war dann Referent, Gruppenleiter und Abteilungschef im Personalamt im Reichsluftfahrtministeriums (RLM) in Berlin. Im Juli 1944 wurde er zum Oberstleutnant befördert. Schließlich geriet er Kriegsgefangenschaft.

### Nachkriegszeit
In der Nachkriegszeit war er im Staatsdienst als Oberregierungsrat tätig. In dieser Zeit tauchte sein Name im Braunbuch der DDR auf.

### Bundeswehr
Am 16. April 1956 trat Wagenknecht in die Bundeswehr ein. Von Juni 1956 bis Januar 1958 war er Sachbearbeiter im Wehrbereichskommando V in Stuttgart und danach von Januar 1958 bis August 1961 Kommandeur der Gruppe III des Militärischen Abschirmdienstes in Bonn. Danach war er als Oberst i. G. Referent im Führungsstab der Bundeswehr I 2. Wagenknecht war von 1962 bis 1964 Adjutant der Bundesminister der Verteidigung Franz Josef Strauß (CSU) und Kai-Uwe von Hassel (CDU).
Von 1963 bis 1967 war Wagenknecht Kommandeur der Offizierschule der Luftwaffe auf dem Fliegerhorst Neubiberg. 1967 wurde der Brigadegeneral Leiter der Unterabteilung P IV (Heer) im Bundesministerium der Verteidigung in Bonn. 1969 war er als Generalmajor Befehlshaber im Wehrbereich III in Düsseldorf und von 1969 bis 1972 Befehlshaber im Wehrbereich VI in München. 1972 wurde er in den Ruhestand versetzt.

## Familie
Wagenknecht, evangelisch, war verheiratet und Vater von zwei Kindern.

## Auszeichnungen
- Eisernes Kreuz I. Klasse (1940)
- Deutsches Kreuz in Silber (1945)
- Kriegsverdienstkreuz I. Klasse mit Schwertern (1944)
- Frontflugspange für Kampfflieger in Silber (1941)
- Bayerischer Verdienstorden
- Großes Verdienstkreuz des Verdienstordens der Bundesrepublik Deutschland (1972)